# Leenzee
Leenzee (vollständiger Firmenname: Chengdu Lingze Technology Co., Ltd., chinesisch: 成都零泽科技有限公司, Eigenschreibweise: Leenzee Games) ist ein chinesisches Videospielentwicklungsstudio mit Sitz in Chengdu in der Provinz Sichuan. Das Unternehmen wurde im Jahr 2016 gegründet und erlangte internationale Bekanntheit durch das Action-Rollenspiel Wuchang: Fallen Feathers, das in Zusammenarbeit mit dem italienischen Publisher 505 Games entstand und 2025 veröffentlicht wurde.

## Geschichte
Leenzee wurde 2016 von Xia Siyuan gegründet, der als Geschäftsführer, Produzent und technischer Leiter des Studios fungiert. Für die Entwicklung ihres ersten international veröffentlichten Spiels investierte Leenzee über sechs Jahre in Forschung und technische Umsetzung. Dabei kamen unter anderem 3D-Scans historischer Monumente, Motion-Capture-Verfahren und digitale Modelle lokaler Artefakte aus Sichuan zum Einsatz.
Mitte 2025 beschäftigte Leenzee rund 160 Mitarbeitende und arbeitete mit über 60 externen Partnerfirmen und Zulieferern zusammen. Die Firma nutzt bei der Spieleentwicklung die Unreal Engine 5.

## Spiele
- 2021: A.D. 2047
- 2025: Wuchang: Fallen Feathers